# HD 104067 b
HD 104067 b (también conocido como HIP 58451 b) es un planeta extrasolar que orbita la estrella de tipo K de la secuencia principal HD 104067, localizado aproximadamente a 68 años luz, en la constelación de Corvus.Este planeta tiene al menos un 16% de la masa de Júpiter y tarda 55,8 días en completar su periodo orbital, con un semieje mayor de 0,26 UA. Sin embargo, a diferencia de la mayoría de los exoplanetas conocidos, su excentricidad no se conoce, pero es habitual que se desconozca su inclinación. Este planeta fue detectado por HARPS el 19 de octubre de 2009, junto con otros 29 planetas. El astrónomo Wladimir Lyra (2009) ha propuesto Coronis como el nombre común posible para HD 44219 b.